# Anita Hakkert
Anita Hakkert (Geldermalsen, 11 mei 1967) is een veldrijder uit Nederland.
In 1985 werd Hakkert Nederlands kampioen veldrijden in Gieten.
In 1988 werd ze weer Nederlands kampioen, wat als het eerste officiële Nederlandse kampioenschappen veldrijden in de boeken ging.